# America's Cup 1881
America's Cup 1881 var den fjerde sejlsportskonkurrence om America's Cup-trofæet. De forsvarende mestre, New York Yacht Club, var blevet udfordret af Bay of Quinte Yacht Club fra Canada, og sejladsen blev afviklet som en match race-serie bedst af tre sejladser. For første gang blev America's Cup afgjort i bådtypen slup.
Canadierne stillede med sluppen Atalanta, men udfordringen led under mangelfuld finansiering, og båden var ikke blevet bygget ordentligt færdig. Endvidere var transporten af båden fra Lake Ontario til New York City ikke blevet foretaget af en kompetent transportør. Til gengæld var new yorkerne bedre end nogensinde forberedt på et titelforsvar. Jernsluppen Mischief var blevet nøje udvalgt efter udtagelsessejladser mod tre andre både, og den vandt nemt konkurrencen med 2-0 i sejladser.